# Fritz Ziegler
Friedrich „Fritz“ J. Ziegler (* 1. Januar 1933 in Gelsenkirchen; † 26. Juli 2020) war Regierungspräsident in Arnsberg und Vorstandsvorsitzender der VEW.

## Leben
Friedrich Ziegler war zunächst Bergmann, absolvierte daneben aber ein betriebswirtschaftliches Studium an der Sozialakademie in Dortmund. Außerdem engagierte er sich in der Gewerkschaft und in der SPD.
Im Jahr 1967 wurde Ziegler persönlicher Referent des nordrhein-westfälischen Ministers für Arbeit, Gesundheit und Soziales, Werner Figgen. Danach amtierte er zwischen 1973 und 1977 als Regierungspräsident in Arnsberg.
Anschließend wurde er Vorstandsmitglied der Dortmunder Bergbau AG Westfalen, einer Tochtergesellschaft der Ruhrkohle AG. Zwischen 1981 und 1990 war er Arbeitsdirektor im Vorstand der Ruhrkohle AG. In seine Amtszeit fiel der sozialverträgliche Abbau von etwa 46.000 Arbeitsplätzen. 1990 wechselte er in den Vorstand der VEW und wurde 1993 deren Vorstandsvorsitzender.
Im Jahr 1998 wurde Ziegler wegen des Vorwurfs der privaten Steuerhinterziehung in einer sechsstelligen Höhe kurzzeitig in Untersuchungshaft genommen. In einem umfassenden Geständnis räumte er die Vorwürfe ein. Ziegler kehrte anschließend auf seinen Posten als Vorstandsvorsitzender zurück, da auch der Aufsichtsrat des Unternehmens eine Entlassung ablehnte. Erst unter dem Druck der öffentlichen Meinung trat er zurück.
Im Dezember 2018 wurde Ziegler mit der höchsten Auszeichnung der SPD, der Willy-Brandt-Medaille, für sein Lebenswerk geehrt.
Friedrich „Fritz“ Ziegler lebte in Essen und Wickede (Ruhr). Er starb am 26. Juli 2020 in einem Krankenhaus.